# جشمة بار (بربرود الغربي)
جشمة بار (بالفارسية: چشمه پر) هي قرية تقع في إيران في قسم بربرود الغربي الریفي. يقدر عدد سكانها بـ 517 نسمة بحسب إحصاء 2016.